# La Serpent
La Serpent ist eine auf 350 Metern über Meereshöhe gelegene Ortschaft und eine Gemeinde im französischen Département Aude in der Region Okzitanien. Sie gehört zum Kanton La Haute-Vallée de l’Aude und zum Arrondissement Limoux. Nachbargemeinden sind 
- Bouriège im Norden,
- Roquetaillade-et-Conilhac mit Conilhac-de-la-Montagne im Nordosten,
- Antugnac im Osten,
- Val-du-Faby mit Fa im Süden und Rouvenac im Südwesten,
- Festes-et-Saint-André im Westen.

## Sehenswürdigkeiten
- Schloss von La Serpent, ein Monument historique

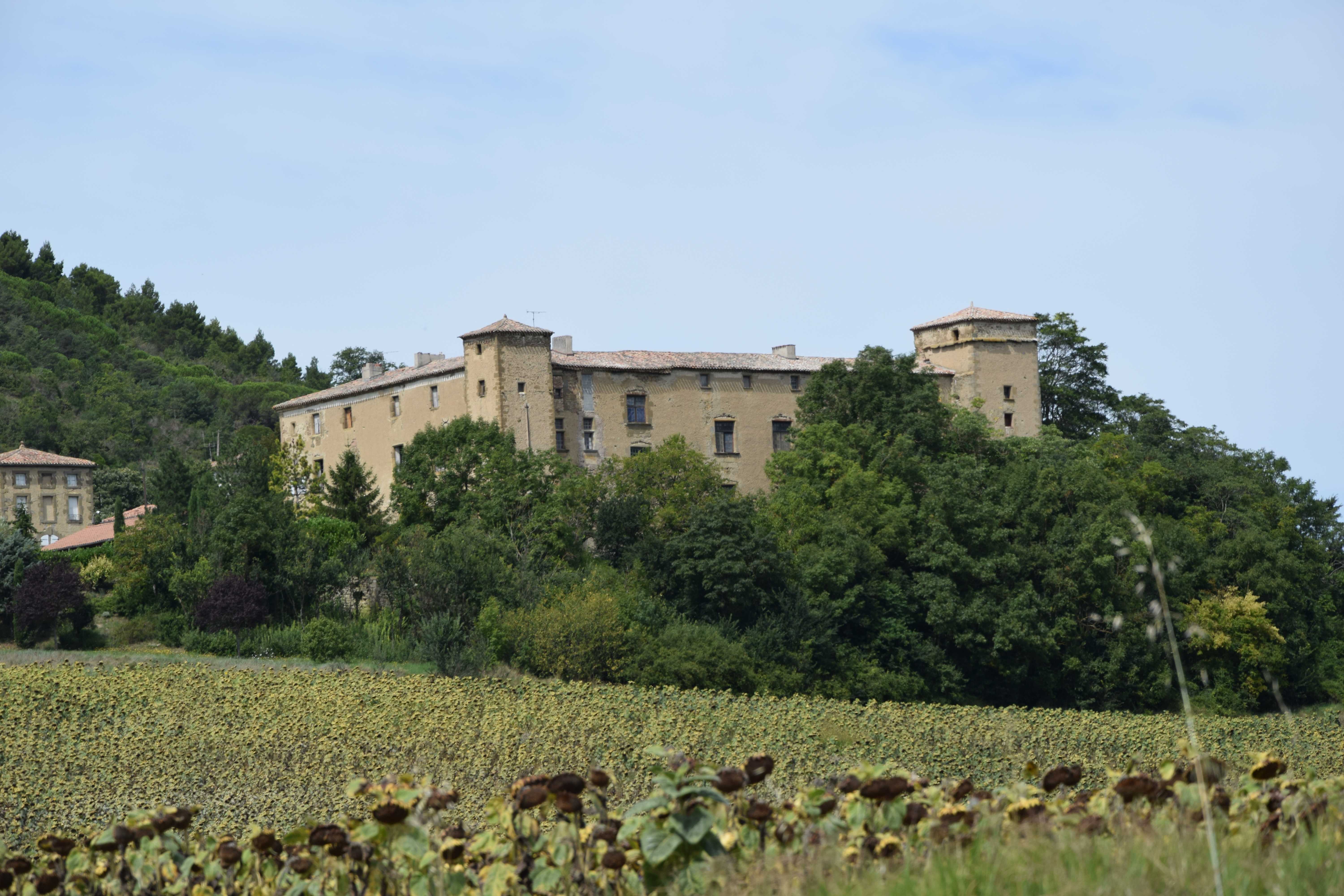
Schloss von La Serpent

## Bevölkerungsentwicklung
| Jahr      | 1962 | 1968 | 1975 | 1982 | 1990 | 1999 | 2008 | 2017 |
| --------- | ---- | ---- | ---- | ---- | ---- | ---- | ---- | ---- |
| Einwohner | 114  | 106  | 95   | 91   | 85   | 77   | 77   | 92   |